# Eunmaneun oji anhneunda
Pour plus de détails, voir Fiche technique et Distribution.
Eunmaneun oji anhneunda (은마는 오지 않는다) est un film sud-coréen réalisé par Jang Gil-su, sorti en 1991.

## Synopsis
Des soldats des forces de l'ONU arrivés pendant la guerre de Corée violent une villageoise nommée Jeon-rae. Les villageois ostracisent Jeon-rae et son fils. Incapable de gagner sa vie, elle rejoint le quartier des maisons closes installé près de la base de l'ONU, de l'autre côté de la rivière. La guerre et l'introduction de la culture américaine bouleversent l'ordre social du village. Après la mort de plusieurs enfants, les villageois accusent les prostituées. Finalement, incapables de subsister, les villageois quittent leurs maisons les uns après les autres. Jeon-rae et son fils finissent également par partir.

## Fiche technique
- Titre : Eunmaneun oji anhneunda
- Titre original : 은마는 오지 않는다
- Titre anglais : Silver Stallion
- Réalisation : Jang Gil-su
- Scénario : Jang Gil-su et Cho Che-hung d'après le roman d'Ahn Junghyo
- Musique : Kim Su-chol
- Photographie : Lee Seok-gi
- Montage : Kim Hui-su
- Production : Han Gab-jin
- Société de production : Han Jin Enterprises Company
- Pays :  Corée du Sud
- Genre : Drame et guerre
- Durée : 123 minutes
- Dates de sortie : 
  -  Corée du Sud : 3 octobre 1991

## Distribution
- Lee Hye-suk : Jeon-rae
- Kim Bo-yeon : Yong-nyeo
- Jeon Moo-song : Hwang Hun-jang
- Son Chang-min : Seok-gu
- Yang Taek-jo : Lee Jang
- Bang Eun-hee : Soon-deok
- Lee Dae-ro : Chan Dol-bu
- Kim Hyeong-ja : Chan Dol-mo
- Lee Ki-young : Kang Ho-bu
- Hong Yun-jeong : Kang Ho-mo, la mère de Kang Ho-bu
- Jeong Yeong-guk : le médecin
- Hong Sun-gyeon : un villageois

## Distinctions
Le film a été nommé au Blue Dragon Film Award du meilleur film.